# Гуржел, Мелисса
Мели́сса Хола́нда Гурже́л (порт. Melissa Holanda Gurgel; род. 3 июня 1994, Форталеза) — бразильская модель, «Мисс Бразилия 2014», участница конкурса красоты «Мисс Вселенная 2014».

## Биография
Мелисса Гуржел родилась 3 июня 1994 года в Форталезе.
27 сентября 2014 года Мелисса стала победительницей национального конкурса «Мисс Бразилия». В качестве приза она получила пояс «Мисс Бразилия» и автомобиль стоимостью 40 тысяч реалов. 25 января 2015 года представляла Бразилию на международном конкурсе красоты «Мисс Вселенная 2014» и по итогам конкурса вошла в топ-15.